# Огнян (севаст)
Огнян е български болярин, севаст при управлението на цар Иван Шишман.
Той е сред последните защитници на независимостта на Търновското царство преди падането му под османска власт. Бил е кефалия в крепостта Урвич до село Боженица, край днешен Ботевград. Руини от крепостта могат да се видят и днес заедно с частично запазения калдаръмен път, водещ до нея.

## Надпис на севаст Огнян
Известен е скалният надпис, издълбан по волята на севаста, който е разчетен през 1919 година от историка проф. Петър Мутафчиев и който гласи:
| „ | Аз Драгомир писах: Аз, севаст Огнян, бях кефалия при цар Шишман и много зло патих. В това време турците воюваха. Аз се държах за вярата на Шишмана царя… | “ |

Надписът е намерен в крепостта Боженишки Урвич близо при с. Боженица, Ботевградско. Изсечен е върху скална площадка с размери 3,25 х 1,90 м. Негови копия се пазят в Историческия музей в Ботевград и в Националния исторически музей в София. Петър Мутафчиев го датира към 1395 година, а според Цветана Георгиева той трябва да се отнесе към 1376 г.
С личността на севаста се свързва още един епиграфски надпис, намерен в същата крепост, който съдържа само името „Огнян”.

## Севаст Огнян в изкуството
През 1987 г. българският писател Димитър Гулев издава романа си „Аз, севаст Огнян“. Той е предназначен за деца и юноши.